# Johannes Vollmer
Pour les articles homonymes, voir Vollmer.
Johannes Vollmer (né le 30 janvier 1845 à Hambourg et mort le 8 mai 1920 à Lübeck) est un architecte et professeur d'université allemand, surtout connu dans toute l'Allemagne pour ses bâtiments d'églises protestantes.

## Biographie
Johannes Vollmer est le deuxième enfant du peintre de marine et graphiste hambourgeois Adolph Friedrich Vollmer (1806-1875) et de son épouse Auguste Amale Behrmann (1815-1855). À l'âge de dix ans, il perd sa mère ; Julie de la Camp (1829-1896) devient sa belle-mère et celle de ses quatre frères et sœurs.

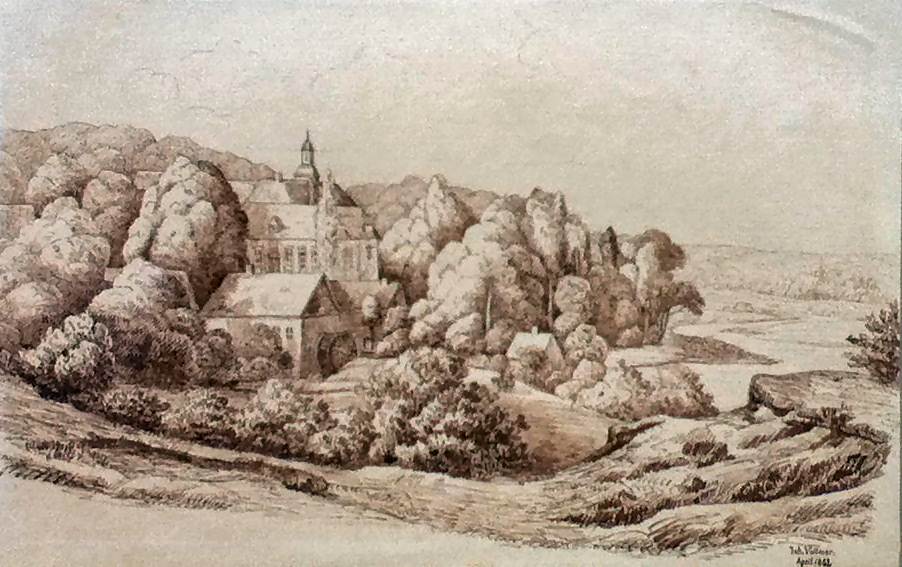
près de Hambourg, 1862 ; Dessin à la plume de Johannes, 17 ans

Après avoir terminé un apprentissage de maçon à Hambourg, Vollmer étudie à l'Université technique de Hanovre en particulier les formes de construction médiévales sous la direction de Conrad Wilhelm Hase (1818-1902), le fondateur de l'école d'architecture de Hanovre (de), qui se caractérise par un tournant vers le néogothique. En 1869, Vollmer suit Johannes Otzen, qu'il rencontre et se lie d'amitié à Hanovre, à Berlin en tant qu'employé dans son entreprise de construction et plus tard comme assistant dans le domaine de la construction en brique à l' Université technique de Charlottenbourg. Après la démission d'Otzen en 1885, les cours de Vollmer sont transférés. Vollmer est membre du corps enseignant jusqu'à son départ en 1904.
Collaborateur du bureau d'architectes d'Otzen jusqu'à la fin des années 1870, Vollmer réalise sa première construction indépendante avec l'église réformée de Brême-Blumenthal (de). Suivent ensuite de nombreuses constructions d'églises en Allemagne, en Suisse et dans le Tyrol du Sud, ainsi que les gares berlinoises de Friedrichstraße et Hackescher Markt (initialement appelée Börse). L'église protestante, dont il est l'un des principaux représentants à Berlin aux côtés d'Otzen et de Max Spitta, reste cependant au centre de son activité. C'est également durant cette période de création qu'est construite l'église du Souvenir de l'Empereur Frédéric (de) au Berliner Tiergarten, de 1892 à 1895, qui est saluée comme son « œuvre la plus réussie ».

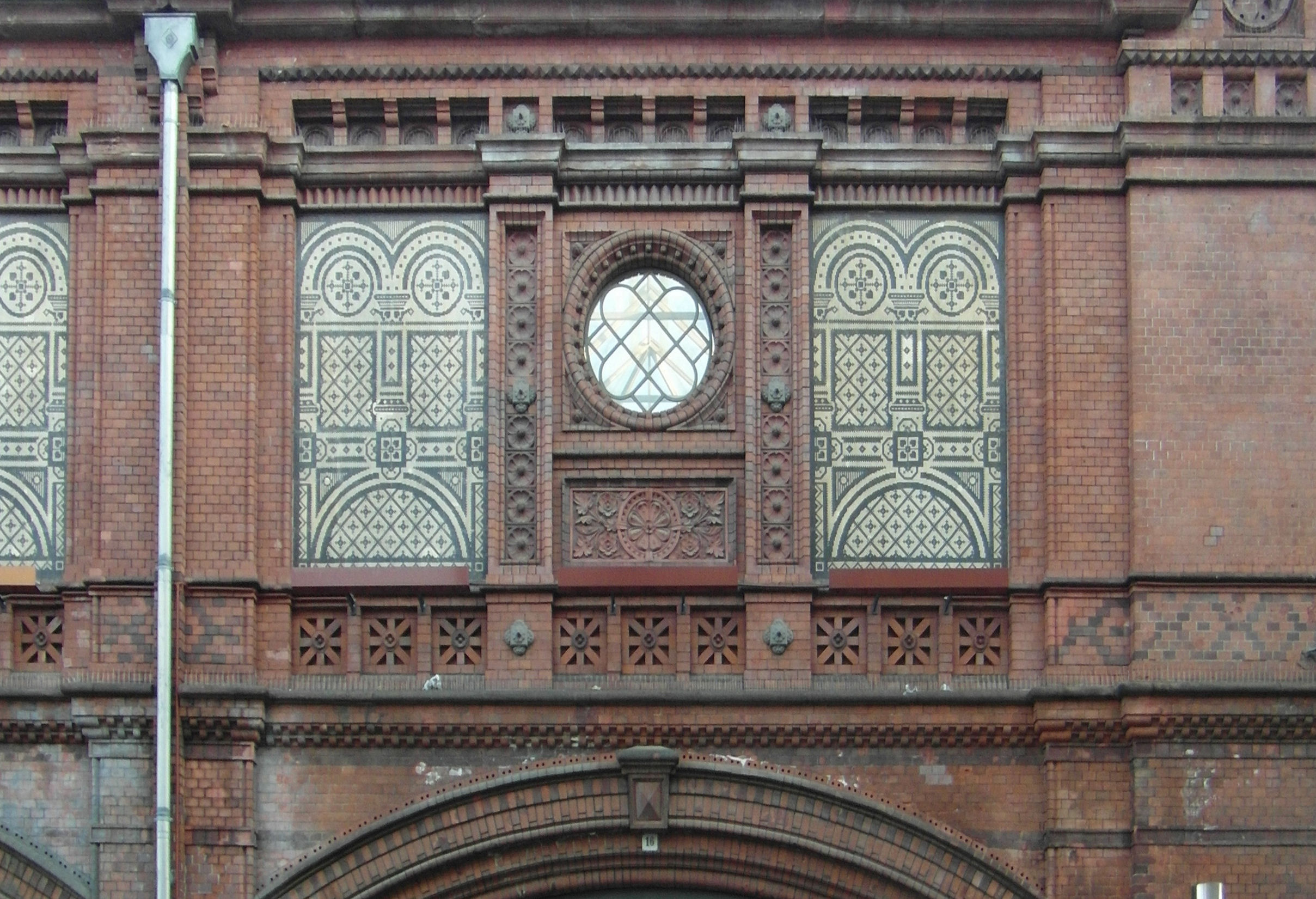
Détail de la façade nord de la station S-Bahn de Berlin Hackescher Markt

En 1896, Vollmer s'associe à son assistant de l'Université technique Heinrich Jassoy (de) pour former le groupe d'architectes Vollmer & Jassoy, après que tous deux ont déjà construit ensemble la chapelle du cimetière Louise en 1891/1892. C'est au cours de leurs neuf années de collaboration que l'on peut citer, entre autres, l'église de la Trinité (de) à Berlin-Charlottenbourg, la maison de cure à Westerland (Sylt) et l'ensemble architectural de l'église du Christ (de) avec la salle des fêtes adjacente à Coblence. En 1899, ils reçoivent tous deux une petite médaille d'or à la Grande exposition d'art de Berlin. Le partenariat est dissous en décembre 1904 après que Jassoy est nommé professeur à l'Université technique de Stuttgart. Vollmer s'installe à Lübeck en 1905, mais continue à participer à des concours et réalise la construction de l'église du Saint-Esprit (de) à Rostock.
En 1874, Johannes Vollmer se marie avec Clara Elisabeth Duncker (1849-1943), petite-fille du marchand hambourgeois Johann Wilhelm Duncker senior et, du côté maternel, petite-fille du médecin et journaliste politique Johann Georg Kerner (de). Parmi leurs quatre enfants figurent Hans Vollmer, historien de l'art et rédacteur de longue date et éditeur des encyclopédies d'artistes standard Allgemeines Lexikon der Bildenden Künstler von der Antike bis zur Gegenwart et Lexikon der bildenden Künstler des XX. Jahrhunderts, ainsi que le peintre et sculpteur Erwin Vollmer doivent être mentionnés.

## Développement du style des bâtiments religieux
Le règlement d'Eisenach (de) de 1861 préconise de s'inspirer des formes de construction médiévales pour la conception des églises protestantes dans les États allemands. Dans le cadre de ces réglementations, Vollmer préfère dans ses bâtiments en brique les formes strictes du « gothique primitif » (Brême-Blumenthal, Trinité), qui préservent le principe de simplicité des églises protestantes. L'église de la Paix d'Heilbronn (de) se caractérise par un « style de transition » avec des fenêtres à roues romanes et des fenêtres cintrées allongées de style gothique. Après avoir surmonté les réglementations grâce au programme de Wiesbaden (de), les bâtiments en pierre de Vollmer au tournant du siècle sont liés aux formes de l'architecture laïque de la Renaissance allemande du XVIe siècle, par exemple, les églises de Zurich et de Grottau se basent sur sa phase initiale, l'église luthérienne de Bonn (de) se base sur la « phase développée » de la Haute Renaissance allemande, tandis que l'église luthérienne de Cologne se base sur sa phase tardive, qui tend vers le baroque.

## Catalogue des œuvres
Aperçu chronologique des constructions réalisées.

### Bâtiments privés
(Planification | Exécution)
1. 1897-1900 : Villa Carl Knorr (de) à Heilbronn (Vollmer & Jassoy)[10]
2. 1898/99 : Atelier du sculpteur Otto Lessing à Berlin-Grunewald (Vollmer & Jassoy) ; Figure : Vue partielle :
3. 1904/05 : Maison individuelle à Lübeck, Curtiusstraße 4 (en bon état pendant la guerre)[11]

### Bâtiments publics

#### Bâtiments profanes
(Planification | Exécution)
1. 1878-1882 : Gare de la Friedrichstrasse (agrandie de 1914 à 1925) ; Illustration : Plans de construction : Construction du hall de gare 1881 : L'ancien hall de gare avant la rénovation :
2. 1878-1882 : Gare d'Hackescher Markt (conservée presque inchangée) ; Figure : Plans de construction : et ; Vue de 1882 :
3. vers 1885[12]|1889 : Fontaine Charlemagne sur le vieux marché aux poissons de Hambourg (avec le sculpteur Engelbert Peiffer (de), statue de Charlemagne fondue pendant la Première Guerre mondiale, remplacée par une copie en 1926, fontaine démontée en 1940 ou 1941, statue de Charlemagne réinstallée plus tard devant l'église Saint-Ansgar à Hamburger Neustadt)[13]
4. 1895 | 1899-1905 : Hôtel de ville de Stuttgart (de) (Vollmer & Jassoy, détruit en 1944, nouveau bâtiment en 1956, parties de l'ancienne façade conservées sous un bardage moderne[14])[15]
5. 1896 | 1896–1898 : Kurhaus à Westerland (Sylt) (Vollmer & Jassoy, modifications ultérieures du bâtiment extérieur[16] : agrandissement des fenêtres, suppression de la galerie, etc.)[17]
6. vers 1897 : Restauration de l'ancien hôtel de ville d'Heilbronn (de) (Vollmer & Jassoy, détruit en 1944, seule l'architecture extérieure du bâtiment principal est restaurée, les ailes adjacentes remplacées par un nouveau bâtiment)[18]
7. 1901-1905 : Maison d'arrondissement à Coblence (Vollmer & Jassoy, conçu avec l'église du Christ (de) en tant qu'ensemble architectural ; démoli en 1978 et remplacé par un nouveau bâtiment moderne) ; Illustration : Vue 1905 :

#### Bâtiments d'église

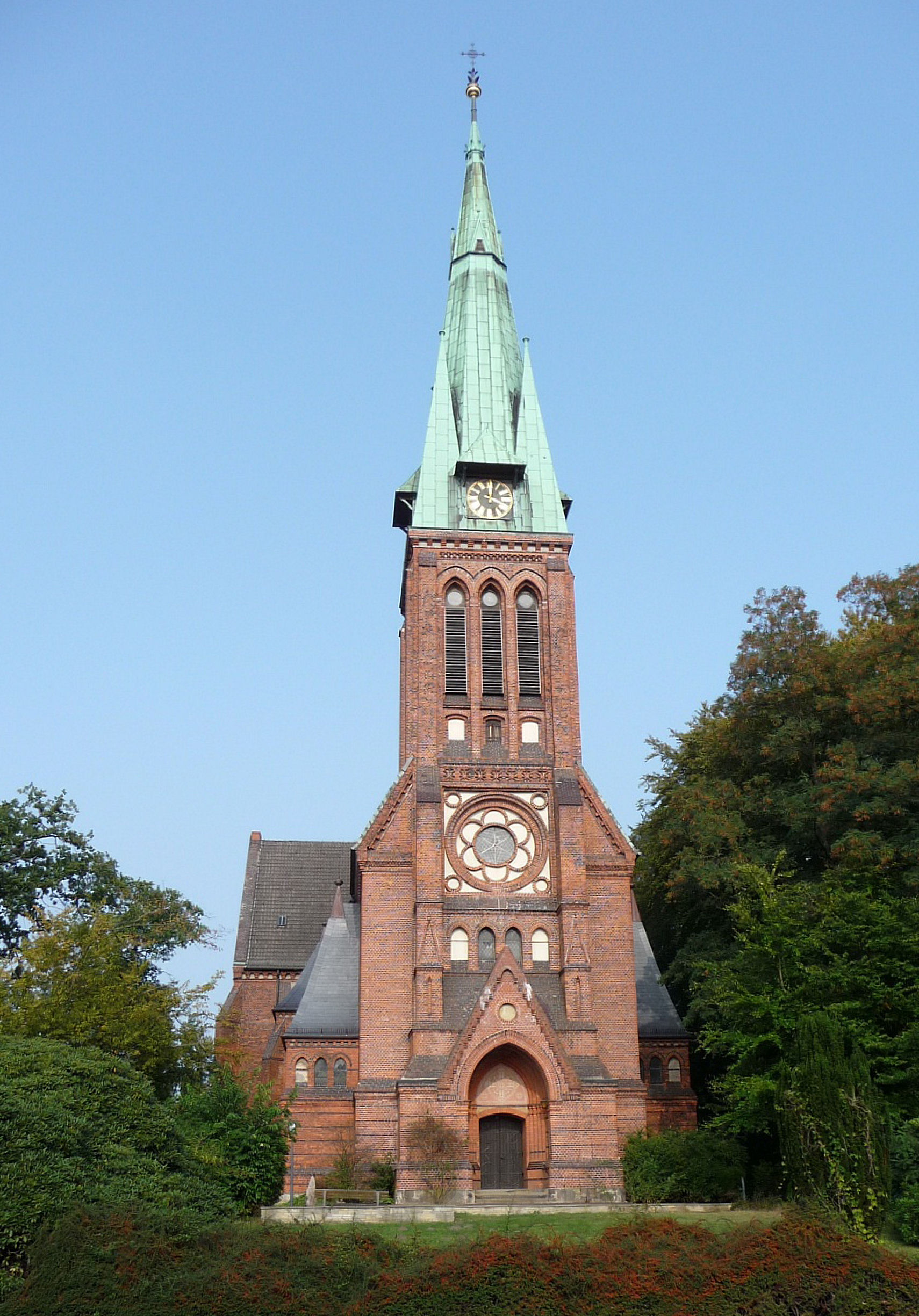
Église réformée de Brême-Blumenthal (de) (1876-1879)
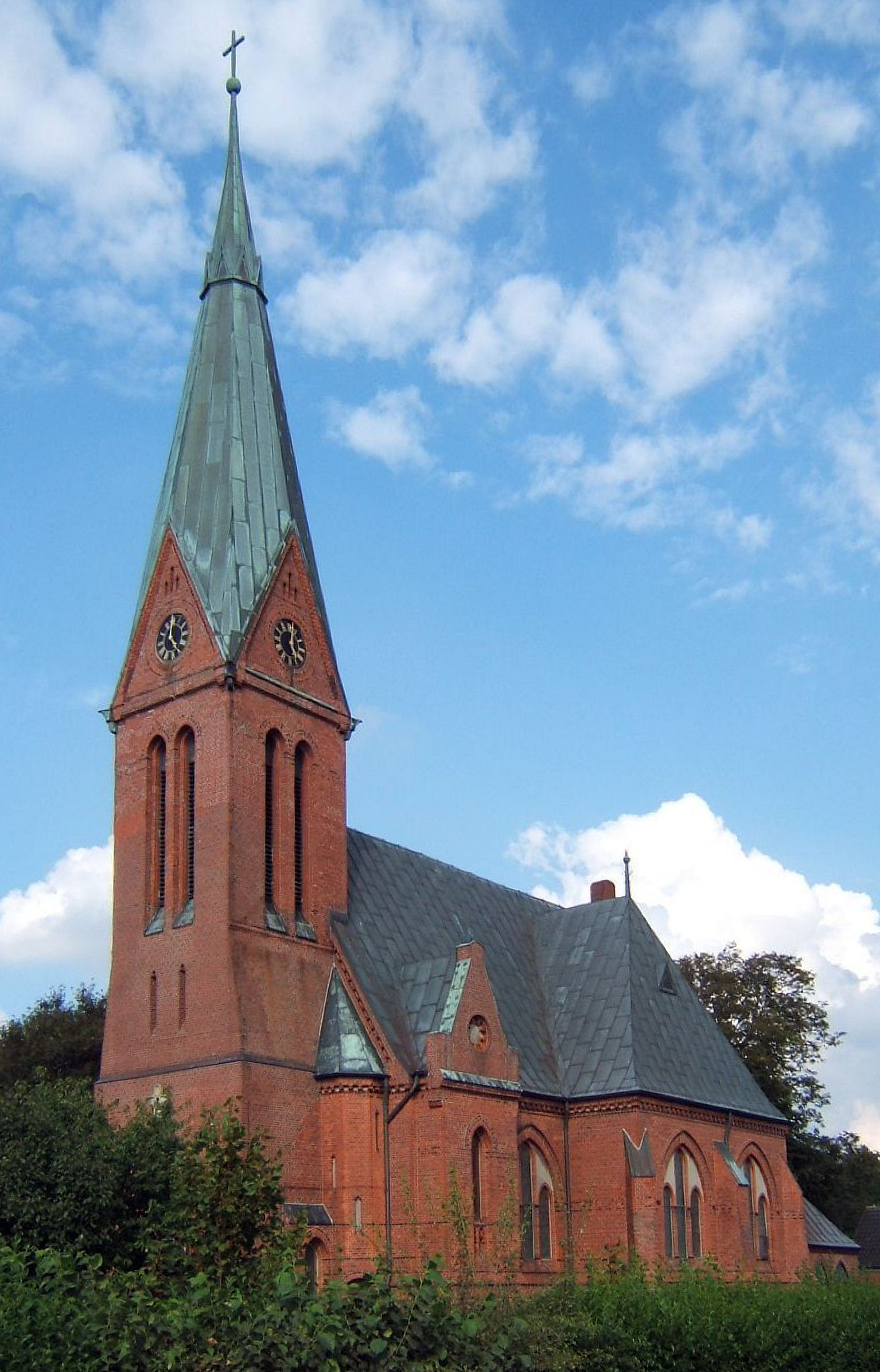
Église luthérienne du village de Kronprinzenkoog (1880-1883)
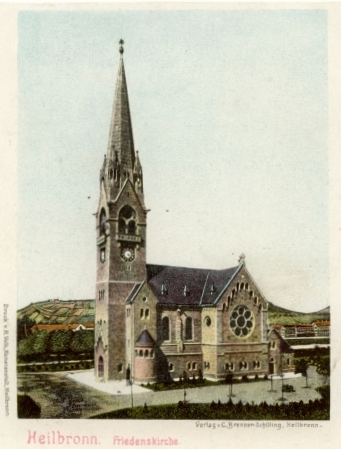
Église de la Paix (de) à Heilbronn (1890-1899)
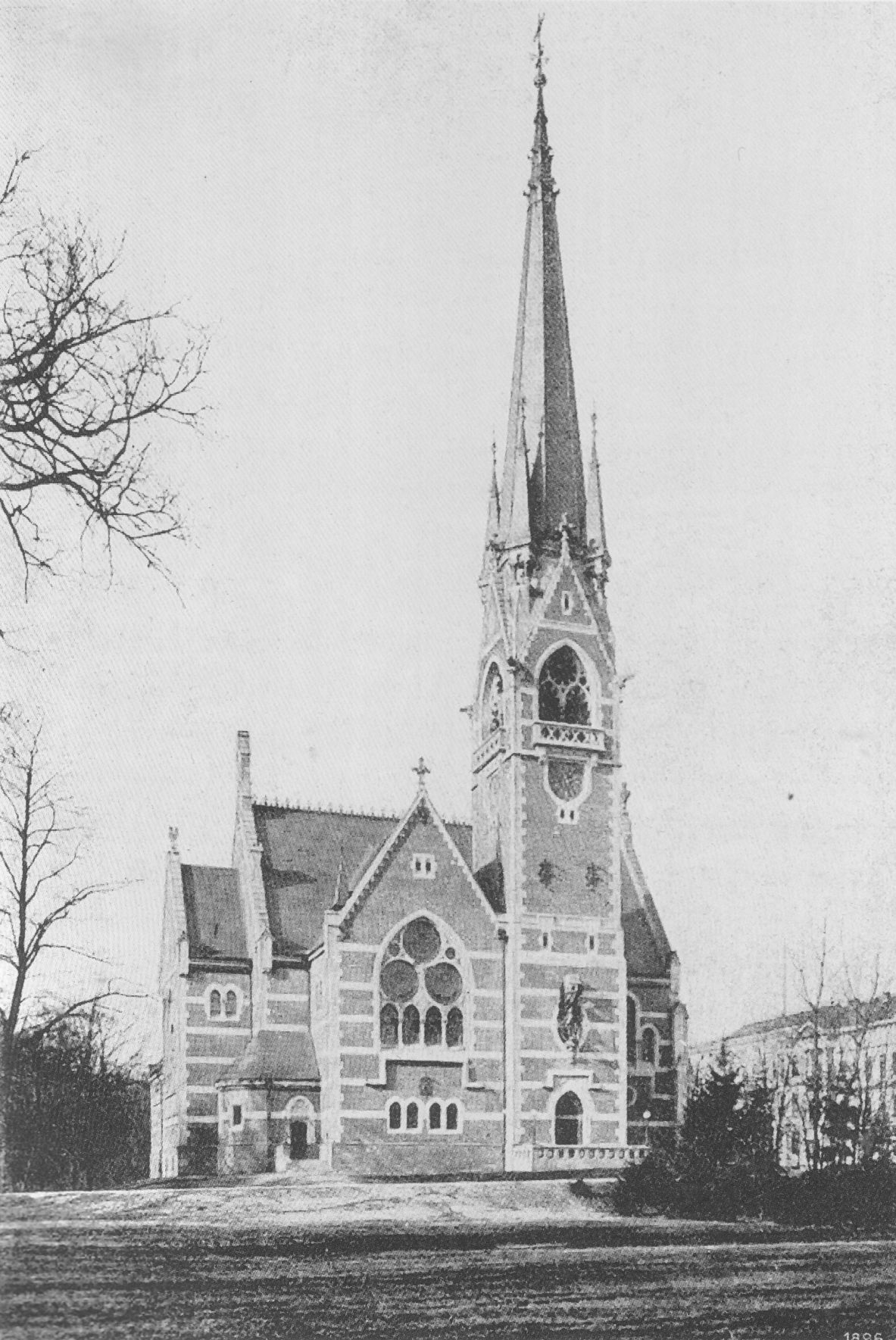
Église du Souvenir de l'Empereur Frédéric (de) à Berlin-Tiergarten (1892-1895)
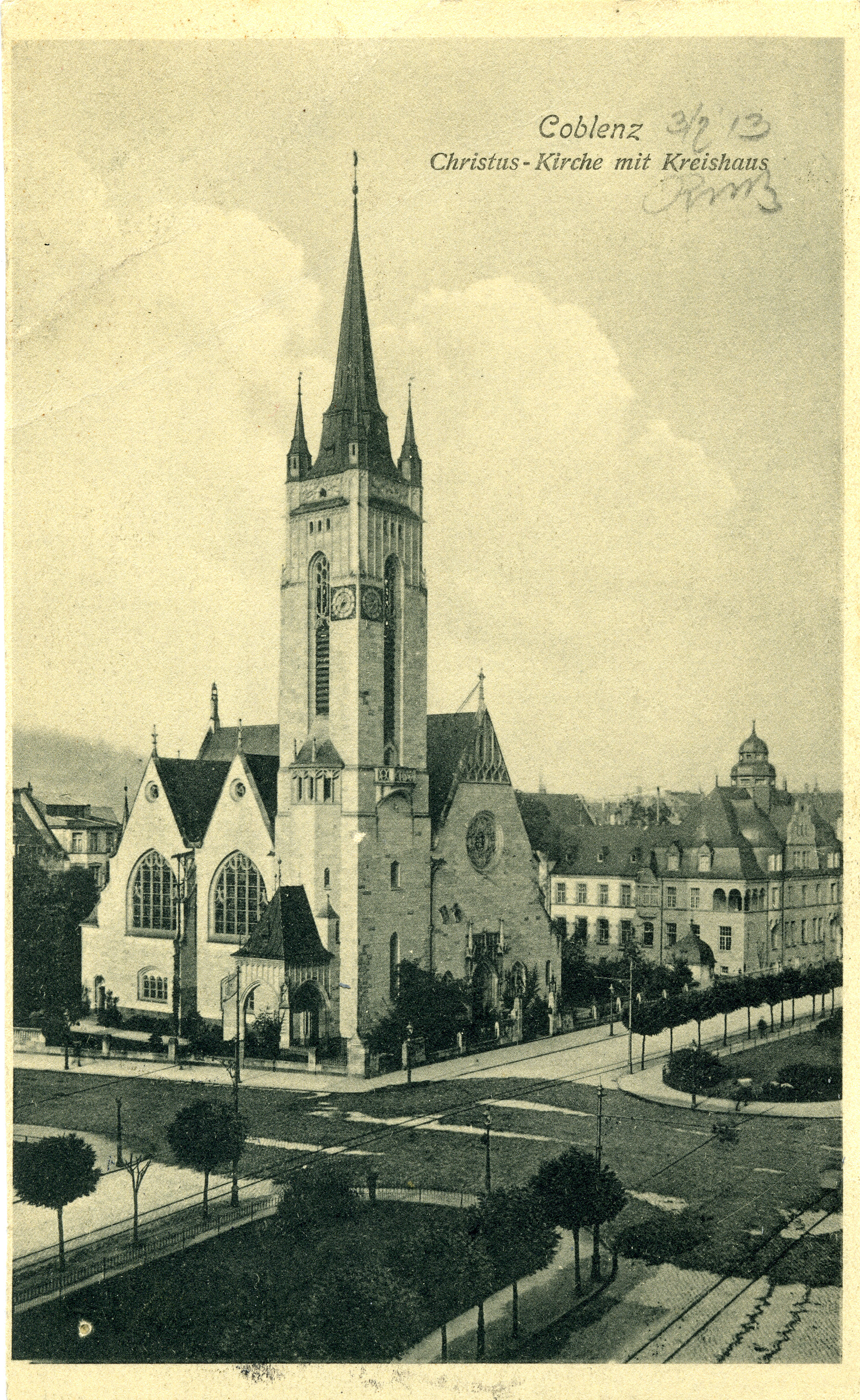
Église du Christ (de) et maison d'arrondissement de Coblence (1901-1905)
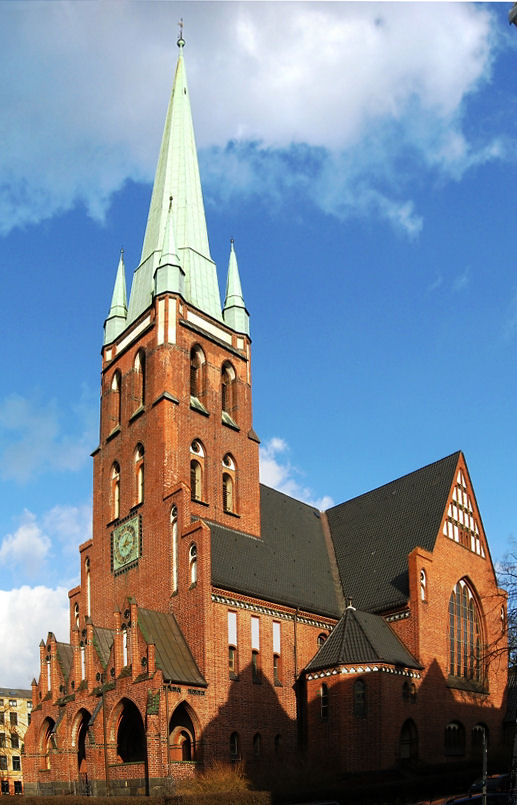
Église du Saint-Esprit (de) à Rostock (1905-1908)

(Planification | Exécution)
1. 1876 | 1877–1879: Église réformée (de) à Brême-Blumenthal (extérieur conservé presque sans changement, intérieur repeint pour mettre en valeur l'ossature constructive)
2. 1880 | 1882–1883: Église luthérienne du village de Kronprinzenkoog (non endommagée pendant la guerre, conservée à l'extérieur avec quelques modifications mineures)
3. 1882 | 1883–1885: Église du Christ (de) à Meran (conservée presque sans modifications)
4. 1882 | 1883–1885: Église de la Paix (de) à Hambourg-Eilbek (d'après le plan général de Johannes Otzen, endommagée en 1943, reconstruite en 1954/1960, l'intérieur ayant été largement transformé, la couronne de la tour et le pignon ayant subi d'importantes modifications)
5. 1884 | 1885–1887: Église Saint-Léonard (de) à Saint-Gall (projet de Vollmer, planification de l'exécution et direction des travaux par l'architecte saint-gallois Ferdinand Wachter, conservée avec de légères modifications)
6. 1885 | 1886: Église Saint-Martin (de) à Hambourg-Horn (non endommagée pendant la guerre, travaux de rénovation en 1954 après un incendie)
7. 1887 | 1889–1890: Église protestante (de) à Bad Ragaz (projet de Vollmer, direction des travaux par l'architecte saint-gallois Ferdinand Wachter, extérieur conservé sans modification)
8. 1890/1891 | 1895–1899: Église de la Paix (de) à Heilbronn (détruite en 1944, démolition des ruines en 1952 ; pas de nouvelle construction)
9. 1891 | 1891–1892: Chapelle du cimetière Louise III à Berlin-Charlottenbourg (avec Jassoy, non endommagée pendant la guerre, dans les années 1970, ajouts et suppression de la galerie) ; illustration : Ansicht 1895:
10. 1892 | 1892–1895: Église du Souvenir de l'Empereur Frédéric (de) à Berlin-Tiergarten (détruite en 1943, restes dynamités en 1953/1954, nouvelle construction moderne en 1957) ; illustration :Alte Kirche (1896) / Ruine (1949) / Neubau (1955–1958):
11. 1892 | 1893–1895: Église Saint-Jean à Dortmund (détruite en 1943, reste de la tour relié à une nouvelle construction moderne de la nef)[19]
12. 1892 | 1894–1895: Église réformée (de) à Rheinfelden (canton d'Argovie, Suisse) (modifications ultérieures : toit en croupe et horloges de la tour ont été ajoutés ; nouvel aménagement intérieur)
13. 1896 | 1896–1897: Église Wichern (de) à Berlin-Hakenfelde (Vollmer & Jassoy, changement d'emplacement à plusieurs reprises, bien conservée, aménagement intérieur moderne)
14. 1896 | 1896–1898: Église de la Trinité (de) à Berlin-Charlottenbourg (Vollmer & Jassoy, en partie gravement endommagée en 1943 et 1945, reconstruction légèrement modifiée en 1951-1955, réaménagement de l'intérieur en 1960-1970) ; illustration : Außenansicht (1899, 1907) / Innenansicht (1957):
15. 1897 | 1899–1901: Église Saint-Jacques (de) à Zurich-Aussersihl (Vollmer & Jassoy, extérieur conservé presque sans changement, intérieur rénové en 1938)
16. 1899–1900: Rénovation de l'église Saint-Nicolas (de) à Heilbronn, construite au XIVe siècle (Vollmer & Jassoy[20], détruite en 1944, reconstruite modifiée à partir de 1951) ; illustration : Ruine (1944–1951) / Wiederaufbau nach 1951:
17. 1900 | 1900–1903: Église luthérienne (de) à Bonn-Poppelsdorf (Vollmer & Jassoy, presque intacte pendant la guerre, conservée dans son état quasi originel)[21]
18. 1900 | 1900–1901: Église de la Paix (de) à Grottau (Bohême) (Vollmer & Jassoy, conservée presque sans altération);
19. 1901 | 1901–1904: Église du Christ (de) à Coblence (Vollmer & Jassoy, conçue avec la maison de district attenante comme un groupe architectural ; détruite en 1944, reconstruite modifiée en 1951-1957) ; illustration : Alte Kirche (1933/1944) / Ruine (1950):
20. 1901 | 1904–1906: Église luthérienne (de) à Cologne (Vollmer & Jassoy, détruite en 1944, nef reconstructible démolie en 1958, tour démolie jusqu'à l'étage de la base et construction d'une tour cubique simple à toit plat au-dessus, nouvelle nef décalée de quelques mètres reconstruite en 1964)
21. 1905 | 1905–1908: Église du Saint-Esprit (de) à Rostock (non endommagée pendant la guerre, flèche du toit démolie en 1967, intérieur réaménagé en 1980)